# 聖馬特奧 (佛羅里達州)
聖馬特奧（英語：San Mateo）是位於美國佛羅里達州普特南縣的一個非建制地區。穿過聖馬特奧的主要道路是美國17號公路，其南部終點與佛羅里達州20號和 100號公路重疊。

## 地理
聖馬特奧的座標為29°36′00″N 81°35′00″W / 29.60000°N 81.58333°W，而該地的平均海拔高度為23米（即75英尺）。